# 迎江寺
迎江寺，又称护国永昌禅寺、敕建迎江禅寺，位于安徽省安庆市沿江东路。禅宗佛寺、汉族地区佛教全国重点寺院。

## 简介
该寺世传始建北宋开宝七年(974年)，后经学者考据，应为明朝万历年间（1619年） 为士绅阮自华所建，为护国永昌禅寺。至清顺治七年(1650年)重修，改名为敕建迎江禅寺。是禅宗所属临济宗禅林，被誉称为“中江第一刹”。
该寺占地逾两万平方米，规模甚大。寺门为清光绪帝御书“迎江寺”匾，其中“寺”字无故缺点。山门两侧各置有重铁锚，寓意城为船、塔为桅。大雄宝殿殿中高悬乾隆皇帝、慈禧太后御赐“善狮子吼”、“妙明园镜”金匾。
七级浮图振风塔矗立寺中，建于明隆庆四年（1570年），原名“万佛塔”。